# Superliga de Colombia 2013
La Superliga de Colombia 2013 (oficialmente y por motivos de patrocinio, Superliga Postobón de Campeones 2013) fue la segunda edición (2a) del torneo oficial de fútbol colombiano, que enfrentó al campeón del Torneo Apertura 2012 Santa Fe después de 37 años, y al campeón del Torneo Finalización 2012 Millonarios después de 24 años.
A pesar de rumores inufundados, el gerente de la Dimayor, Iván Novella, ratificó que el campeón de la Superliga 2013 no tendrá cupo a la Copa Sudamericana, lo cual ocurrirá a partir del año 2014 tal como fue anunciado en un principio.

## Sistema de juego
La Superliga de Colombia se disputa a dos enfrentamientos directos de ida y vuelta, entre los dos campeones de los torneos de liga organizados en el año inmediatamente anterior. El equipo que haya tenido más puntos en la tabla de reclasificación 2012, en este caso Santa Fe con 70 puntos, juega el partido de ida como visitante y el encuentro de vuelta en condición de local.
El equipo que tras los dos enfrentamientos finalice con más puntaje, es coronado como campeón. En caso de que terminen con la misma cantidad de puntos, el desempate se hace mediante la diferencia de goles, siendo campeón el de mejor diferencia. Si el empate persiste, el campeón se define mediante los tiros desde el punto penalti.

## Llave
| Santa Fe 2 1 3 | Millonarios 1 0 1 |

## Participantes
| Santa Fe Millonarios              |
| --------------------------------- |
| Estadio Nemesio Camacho El Campín |
| Capacidad: 37.100                 |
|                                   |
| Bogotá                            |

|   | Equipo      | Vía de clasificación                                   | Fecha de clasificación  | Participaciones | Última participación | Mejor desempeño |
| - | ----------- | ------------------------------------------------------ | ----------------------- | --------------- | -------------------- | --------------- |
| 1 | Santa Fe    | Campeón Torneo Apertura 2012 (7.º título de Liga)      | 15 de julio de 2012     | Debutante       | Debutante            | Debutante       |
| 2 | Millonarios | Campeón Torneo Finalización 2012 (14.º título de liga) | 16 de diciembre de 2012 | Debutante       | Debutante            | Debutante       |

## Partidos

### Ida
| 31 | POR | Luis Enrique Delgado |     |
| 23 | DEF | Lewis Ochoa          |     |
| 5  | DEF | Ignacio Ithurralde   |     |
| 19 | DEF | Pedro Franco         |     |
| 13 | DEF | Jarol Martínez       |     |
| 25 | MED | Elkin Blanco         |     |
| 8  | MED | Rafael Robayo        |     |
| 32 | MED | José Luis Tancredi   | 46' |
| 20 | MED | Harrison Otálvaro    |     |
| 9  | DEL | Jorge Perlaza        | 65' |
| 18 | DEL | Wason Renteria       |     |
|    |     |                      |     |

| 12 | POR | Camilo Vargas         |     |
| 17 | DEF | Juan Daniel Roa       |     |
| 27 | DEF | Humberto Mendoza      |     |
| 21 | DEF | Francisco Javier Meza |     |
| 24 | DEF | Hugo Acosta           |     |
| 10 | MED | Omar Sebastián Pérez  |     |
| 5  | MED | Yulian Anchico        | 30' |
| 16 | MED | Daniel Torres         |     |
| 7  | MED | Luis Carlos Arias     | 80' |
| 19 | DEL | Cristian Borja        | 77' |
| 11 | DEL | Wilder Medina         |     |
|    |     |                       |     |

| 11 | MED | Dahwling Leudo | 46' |
| 17 | DEL | Freddy Montero | 65' |
|    |     |                |     |

| 14 | MED | Jhon Valencia     | 30' |
| 30 | DEL | Fernando Cárdenas | 77' |
| 8  | MED | Emanuel Molina    | 80' |

| Anotado | 50' | Pedro Franco | 1-1 |

| Anotado | 17' | Luis Carlos Arias | 0-1 |
| Anotado | 73' | Luis Carlos Arias | 1-2 |

| Amonestado | 34' | Lewis Ochoa |

| Amonestado | 38' | Francisco Meza       |
| Amonestado | 80' | Omar Sebastián Pérez |

| Árbitro             | Wilson Lamoroux     |
| Árbitros asistentes | Rafael Rivas        |
| Árbitros asistentes | Luzmila Gonzalez    |
| Cuarto árbitro      | Juan Carlos Gamarra |

| 31 | POR | Luis Enrique Delgado |     |
| 23 | DEF | Lewis Ochoa          |     |
| 5  | DEF | Ignacio Ithurralde   |     |
| 19 | DEF | Pedro Franco         |     |
| 13 | DEF | Jarol Martínez       |     |
| 25 | MED | Elkin Blanco         |     |
| 8  | MED | Rafael Robayo        |     |
| 32 | MED | José Luis Tancredi   | 46' |
| 20 | MED | Harrison Otálvaro    |     |
| 9  | DEL | Jorge Perlaza        | 65' |
| 18 | DEL | Wason Renteria       |     |
|    |     |                      |     |

| 12 | POR | Camilo Vargas         |     |
| 17 | DEF | Juan Daniel Roa       |     |
| 27 | DEF | Humberto Mendoza      |     |
| 21 | DEF | Francisco Javier Meza |     |
| 24 | DEF | Hugo Acosta           |     |
| 10 | MED | Omar Sebastián Pérez  |     |
| 5  | MED | Yulian Anchico        | 30' |
| 16 | MED | Daniel Torres         |     |
| 7  | MED | Luis Carlos Arias     | 80' |
| 19 | DEL | Cristian Borja        | 77' |
| 11 | DEL | Wilder Medina         |     |
|    |     |                       |     |

| 11 | MED | Dahwling Leudo | 46' |
| 17 | DEL | Freddy Montero | 65' |
|    |     |                |     |

| 14 | MED | Jhon Valencia     | 30' |
| 30 | DEL | Fernando Cárdenas | 77' |
| 8  | MED | Emanuel Molina    | 80' |

| Anotado | 50' | Pedro Franco | 1-1 |

| Anotado | 17' | Luis Carlos Arias | 0-1 |
| Anotado | 73' | Luis Carlos Arias | 1-2 |

| Amonestado | 34' | Lewis Ochoa |

| Amonestado | 38' | Francisco Meza       |
| Amonestado | 80' | Omar Sebastián Pérez |

| Árbitro             | Wilson Lamoroux     |
| Árbitros asistentes | Rafael Rivas        |
| Árbitros asistentes | Luzmila Gonzalez    |
| Cuarto árbitro      | Juan Carlos Gamarra |

### Vuelta
| 12 | POR | Camilo Vargas         |     |
| 27 | DEF | Humberto Mendoza      |     |
| 3  | DEF | Carlos Valdés         |     |
| 21 | DEF | Francisco Javier Meza |     |
| 10 | MED | Omar Sebastián Pérez  | 81' |
| 5  | MED | Yulian Anchico        |     |
| 16 | MED | Daniel Torres         |     |
| 14 | MED | Jhon Valencia         | 65' |
| 7  | MED | Luis Carlos Arias     |     |
| 19 | DEL | Cristian Borja        | 74' |
| 11 | DEL | Wilder Medina         |     |
|    |     |                       |     |

| 31 | POR | Luis Enrique Delgado |     |
| 23 | DEF | Lewis Ochoa          |     |
| 19 | DEF | Pedro Franco         |     |
| 5  | DEF | Ignacio Ithurralde   |     |
| 13 | DEF | Jarol Martínez       |     |
| 8  | MED | Rafael Robayo        | 60' |
| 25 | MED | Elkin Blanco         |     |
| 20 | MED | Harrison Otálvaro    |     |
| 9  | DEL | Jorge Perlaza        | 60' |
| 18 | DEL | Wason Renteria       |     |
| 17 | DEL | Freddy Montero       | 71' |
|    |     |                      |     |

| 17 | MED | Juan Daniel Roa   | 65' |
| 30 | DEL | Fernando Cárdenas | 74' |
| 8  | MED | Emanuel Molina    | 81' |

| 11 | MED | Dahwling Leudo     | 60' |
| 3  | DEF | Anderson Zapata    | 60' |
| 21 | MED | Juan Esteban Ortiz | 71' |

| Anotado | 45' | Carlos Valdés | 1-0 |

| Otorgado · Otorgado otra vez · Expulsado | 41' 68' | Ignacio Ithurralde |

| Árbitro             | Imer Machado        |
| Árbitros asistentes | Humberto Clavijo    |
| Árbitros asistentes | Cristian de la Cruz |
| Cuarto árbitro      | Andres Rojas        |

| 12 | POR | Camilo Vargas         |     |
| 27 | DEF | Humberto Mendoza      |     |
| 3  | DEF | Carlos Valdés         |     |
| 21 | DEF | Francisco Javier Meza |     |
| 10 | MED | Omar Sebastián Pérez  | 81' |
| 5  | MED | Yulian Anchico        |     |
| 16 | MED | Daniel Torres         |     |
| 14 | MED | Jhon Valencia         | 65' |
| 7  | MED | Luis Carlos Arias     |     |
| 19 | DEL | Cristian Borja        | 74' |
| 11 | DEL | Wilder Medina         |     |
|    |     |                       |     |

| 31 | POR | Luis Enrique Delgado |     |
| 23 | DEF | Lewis Ochoa          |     |
| 19 | DEF | Pedro Franco         |     |
| 5  | DEF | Ignacio Ithurralde   |     |
| 13 | DEF | Jarol Martínez       |     |
| 8  | MED | Rafael Robayo        | 60' |
| 25 | MED | Elkin Blanco         |     |
| 20 | MED | Harrison Otálvaro    |     |
| 9  | DEL | Jorge Perlaza        | 60' |
| 18 | DEL | Wason Renteria       |     |
| 17 | DEL | Freddy Montero       | 71' |
|    |     |                      |     |

| 17 | MED | Juan Daniel Roa   | 65' |
| 30 | DEL | Fernando Cárdenas | 74' |
| 8  | MED | Emanuel Molina    | 81' |

| 11 | MED | Dahwling Leudo     | 60' |
| 3  | DEF | Anderson Zapata    | 60' |
| 21 | MED | Juan Esteban Ortiz | 71' |

| Anotado | 45' | Carlos Valdés | 1-0 |

| Otorgado · Otorgado otra vez · Expulsado | 41' 68' | Ignacio Ithurralde |

| Árbitro             | Imer Machado        |
| Árbitros asistentes | Humberto Clavijo    |
| Árbitros asistentes | Cristian de la Cruz |
| Cuarto árbitro      | Andres Rojas        |

|                                            |
| Bandera de Colombia                        |
| Campeón Independiente Santa Fe 1.er título |